# 灵界 (电视剧)
灵界（英語：The Fades）是一部英国超自然电视剧，故事中，一个叫做保罗（伊恩·德·卡斯泰克饰）的夜遺尿英格兰少年经常梦到世界末日。他可以看到叫做“the Fades”的死者灵魂。但其他人看不到、听不到、闻不到、碰不到这种东西。他们其实是没有进入来世的死亡人类，因此对人类怀有仇恨心理，并且想要复仇。这种灵魂发现了一种成为人类，并且控制地球的方式。只有保罗等几个特殊的人才能看到他们，二者间展开了斗争，防止他们回到世界毁灭人类。
本剧六集于2011年9月21日开始在英國廣播公司第三台播出，将不会继续拍摄。